# Popeye (míssil)
El Popeye (en hebreu: פופאי) és una família de míssils aire-superfície desenvolupats i en ús per Israel, dels quals s'han desenvolupat diversos tipus per a usuaris israelians i d'exportació. S'ha especulat que una variant de míssil de creuer de llarg abast llançada per submarí del Popeye Turbo s'utilitza a les forces nuclears basades en submarins d'Israel. Els Estats Units van operar el Popeye amb una designació diferent segons les convencions de denominació dels EUA com AGM-142 Have Nap.

## Disseny
El Popeye està dissenyat per a un atac de precisió contra objectius grans des de rangs de distància. El Popeye estàndard i el Popeye-Lite més petit estan alimentats per un coet sòlid d'una sola etapa. Rafael va oferir una variant de llançament aeri Popeye Turbo amb un motor de reacció i ales plegables per a una competició del Regne Unit que especificava un míssil de creuer amb un abast d'almenys 320 km (200 mi) el 1994; exposant públicament un rang màxim més baix possible per a aquesta variant. Un sistema de guia inercial pilota el míssil cap a l'objectiu; Per a l'orientació del terminal, el pilot pot controlar el míssil directament mitjançant un INS i un enllaç de dades, apuntant a través d'un cercador d'infrarojos de televisió o d'imatge segons el model de míssil. No és necessari que l'avió de llançament dirigi el míssil; el control es pot passar a una altra plataforma mentre l'avió que dispara s'escapa de la zona. Hi ha dues opcions d'ogiva per a les versions d'exportació, una 340 kg (750 lb) explosió/fragmentació o 360 kg (790 lb) penetrador.

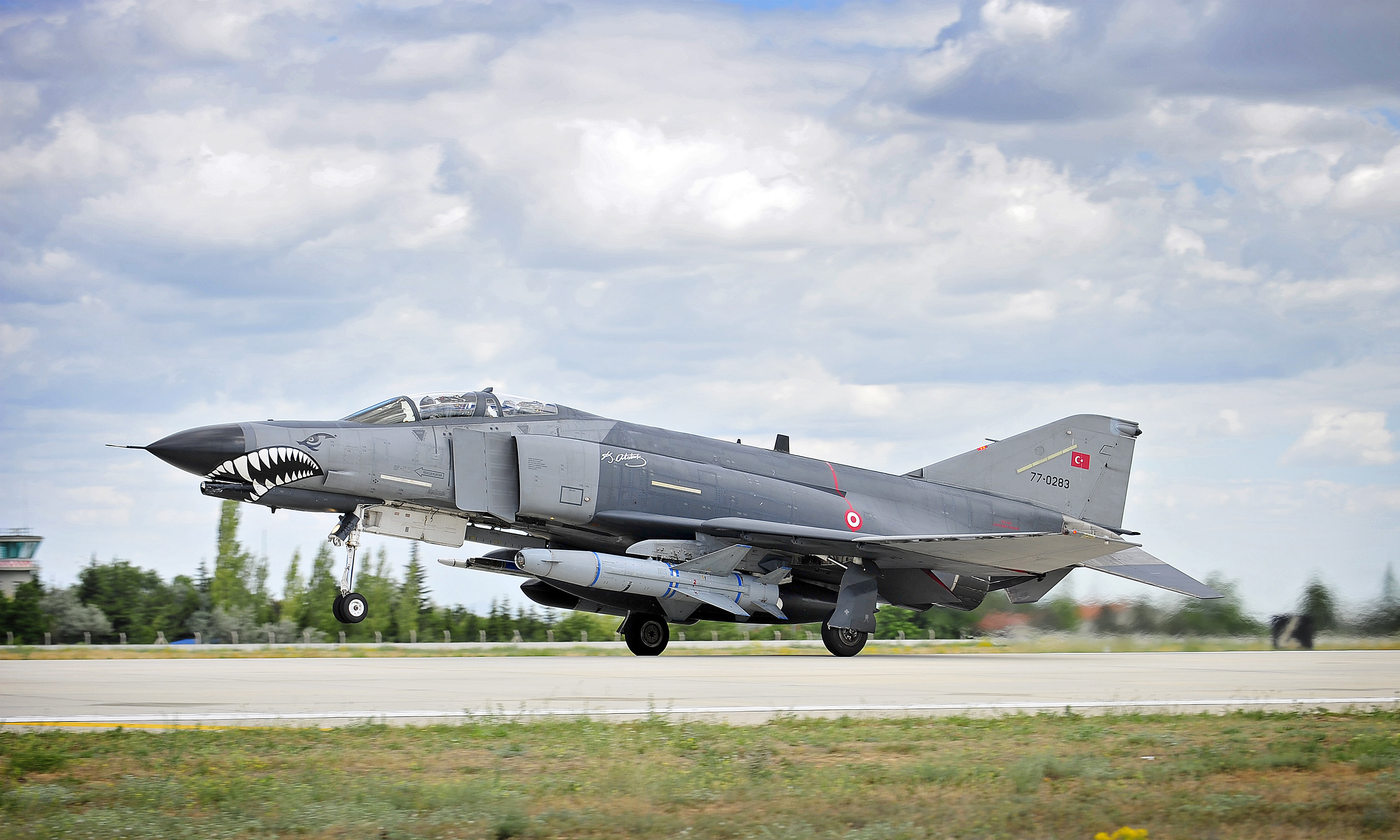
Un avió F-4E Phantom II de la Força Aèria Turca armat amb míssils Popeye s'enlaira de la Tercera Base Aèria de Konya, Turquia, durant l'exercici Anatolian Eagle.

S'informa que la suposada variant del míssil de creuer llançat per un submarí israelià és propulsada i està armada nuclearment amb un abast molt augmentat, tot i que segons la Federació de Científics Americans "la literatura oberta proporciona poca informació sobre aquest sistema", però en un llançament de prova del maig de 2000 es va fer. rastrejat per 1,500 km (930 mi).

### Visió general

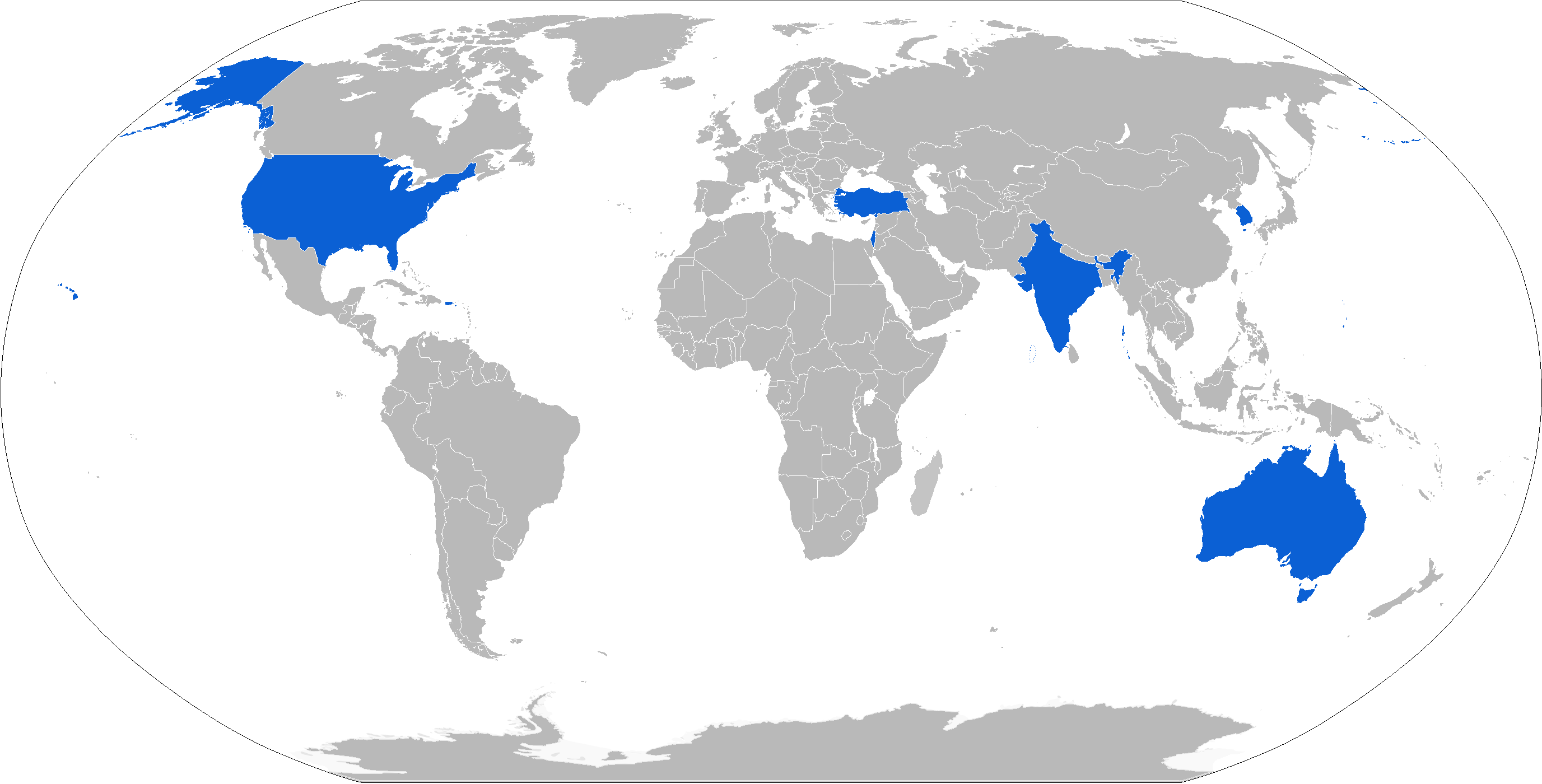
Mapa amb els operadors de Popeye en blau

El Popeye és compatible amb una varietat d'avions, des de caces tàctics fins a bombarders pesats.
Des dels seus inicis, els míssils han passat per una varietat de programes de millora dissenyats per augmentar la fiabilitat i reduir costos. Aquests esforços han inclòs canvis en els materials i els processos de fabricació de les ales, les aletes i el motor del coet, nous components a la unitat de guia inercial, un processador millorat i un cercador d'infrarojos d'imatge millorat.
Es creu que Israel utilitza la cèl·lula i l'aviònica per produir un míssil de creuer de llarg abast llançat per submarí amb un motor de reacció de combustible líquid similar al Popeye Turbo en lloc d'un coet.
En l'ús dels Estats Units, el Popeye designat com l'AGM-142 Have Nap està pensat principalment per equipar el B-52H, permetent-li atacar objectius fixos d'alt valor a un rang suficient per proporcionar protecció contra les defenses. El míssil va representar la primera munició guiada de precisió que portava el B-52H.
El diari London Sunday Times va informar que el 5 de juliol de 2013, els submarins israelians Dolphin van disparar míssils de creuer de llarg abast contra les botigues de míssils antibuix P-800 Oniks de fabricació russa guardats al port sirià de Latàkia, contradient un informe anterior de la CNN que havia fet. estat un atac aeri. Israel també desplega míssils sub-Harpoon capaços d'atacar terrestre als seus submarins de la classe Dolphin.
A la tarda del 7 de desembre de 2014, dues formacions formades per dos F-15Is de la Força Aèria Israeliana cadascuna, van disparar míssils Popeye contra dos llocs objectiu separats a Síria. Les bateries de míssils Buk-M2 de defensa aèria de Síria van disparar dos míssils contra els avions d'atac entrants, tots dos van quedar encallats i dos míssils Pechora 2M es van llançar precipitadament contra els quatre míssils Popeye entrants, en va disparar un.
A les primeres hores del 30 de novembre de 2016, avions israelians van llançar míssils Popeye aire-terra des de l'espai aeri libanès contra objectius a Sabboura, al nord-est de Damasc.